# Grensoverschrijdend gedrag bij de NPO
Vanaf 2022 doken er in de Nederlandse media berichten op over grensoverschrijdend gedrag bij de Nederlandse Publieke Omroep. Eind 2022 werd de Onderzoekscommissie Gedrag en Cultuur Omroepen opgericht. Die rapporteerde begin 2024 over een werkcultuur waarin grensoverschrijdend gedrag veel voorkwam en onvoldoende professioneel werd aangepakt. Op 1 februari 2024 presenteerde de onderzoekscommissie haar rapport met de naam 'Niets gezien, niets gehoord, niets gedaan | De zoekgemaakte verantwoordelijkheid'. Het rapport benadrukte de ernstige gevolgen van grensoverschrijdend gedrag voor medewerkers en wees falend leiderschap aan als belangrijkste oorzaak. De NPO werd opgeroepen serieus werk te maken van het creëren van een veilige werkomgeving.

## Achtergrond
In november 2022 berichtte de Volkskrant dat meer dan vijftig voormalige medewerkers van DWDD grensoverschrijdend gedrag van presentator Matthijs van Nieuwkerk hadden ervaren. De beschuldigingen omvatten extreme woede-uitbarstingen, publieke vernederingen en een angstcultuur. Van Nieuwkerk betuigde spijt, maar na enkele dagen stopte hij bij omroep BNNVARA en stapte over naar RTL. In maart 2023 rapporteerde de Volkskrant misstanden rond presentator Tom Egbers bij NOS Sport. Er zou al jarenlang sprake zijn van een giftige werksfeer met seksuele intimidatie, racisme en extreem haantjesgedrag. Na publicatie trad de hoofdredactie af en werd Egbers tijdelijk van de buis gehaald.
Op 31 januari 2024 verscheen het rapport van de onderzoekscommissie. Gelijktijdig met het uitbrengen van het rapport kwam het nieuws over het stopzetten van Op1 naar buiten. Omroep BNNVARA stopte officieel vanwege 'een verschil van inzicht', maar bronnen meldden een onveilige werkomgeving. Conflicten tussen hoofdredacteur Bert Huisjes en een eindredacteur werden genoemd. De Commissie Van Rijn nam de situatie bij Op1 ook mee in het onderzoek, dat werd uitgevoerd door de Commissie Van Rijn. Omdat men op meer klachten stuitte dan verwacht, werd de oplevering van het rapport uitgesteld tot eind januari 2024.
Op 5 februari 2024 legde directeur video van de NPO Remco van Leen zijn taken tijdelijk neer, in afwachting van een extern onderzoek naar recente signalen en beschuldigingen van grensoverschrijdend gedrag. Aanleiding hiervoor waren berichten op sociale media en websites, waar juicevlogger Yvonne Coldeweijer beweerde dat het NPO-bestuur op de hoogte was van diverse klachten over Van Leen. Tientallen vrouwen zouden hebben gemeld slachtoffer te zijn van betasting, aanranding, en seksuele intimidatie door Van Leen tijdens zijn tijd bij de TROS tot 2014. Van Leen ontkende de beschuldigingen.
Op 8 maart 2024 bij Vandaag Inside heeft Johan Derksen meer informatie gegeven over zijn eigen ervaringen met grensoverschrijdend gedrag. Hij reageert voornamelijk over het interview met Griselda Visser in het Algemeen Dagblad, en noemt onder andere dat zij inderdaad een baan beloofd was bij Voetbal Insider doordat ze een affaire had met een collega van Derksen. Op de aantijging van Visser dat ze ‘het neukertje van de chef' genoemd werd, reageert Derksen dan ook dat dit niet zo zou zijn als er niets aan de hand was. Derksen geeft aan dat dit in die tijd normaal was, nu niet meer. 
Staatssecretaris Fleur Gräper (Onderwijs, Cultuur en Wetenschap) verzocht de omroepen en de NPO om een plan van aanpak op te stellen. Hierin moesten concrete maatregelen, nazorg voor melders, cultuurverandering op de werkvloer, en effectief toezicht worden opgenomen.

## Onderzoek en aanbevelingen
Eind 2022 werd de Onderzoekscommissie Gedrag en Cultuur Omroepen opgericht na berichten over misstanden bij de publieke omroep (NPO), onder andere bij de productie van het BNNVARA-programma De Wereld Draait Door (DWDD). De commissie rapporteerde ernstige problemen. Ruim 1484 medewerkers (75% van de respondenten) gaf aan tussen mei 2022 en mei 2023 geconfronteerd te zijn met grensoverschrijdend gedrag. Concrete voorbeelden omvatten roddelen, belachelijk maken, schending van vertrouwelijkheid, verbaal geweld, intimidatie van vrouwelijke collega's en discriminatie. De commissie stelde ernstige misdragingen en falend leiderschap vast op alle niveaus. Signalen vanuit de werkvloer en P&O-afdelingen werden niet adequaat opgepakt. Er werd geconstateerd dat drie op de vier (voormalige) NPO-werknemers hebben het afgelopen jaar te maken gehad met grensoverschrijdend gedrag tijdens hun werk bij de omroep.
De commissie stelde ook vast dat de omroepen en de NPO de afgelopen jaren een betere invulling hadden kunnen én moeten geven aan hun wettelijke zorgplicht voor medewerkers en dat zij onvoldoende professioneel waren omgegaan met signalen van ongewenst gedrag. De commissie adviseerde het ontwikkelen van leiderschapscompetenties en het versterken van P&O-afdelingen. 
De gehele publieke omroep kreeg een ‘collectief plan van aanpak’ naar aanleiding van het Rapport. De NPO zou het plan eind februari presenteren.

## Plan voor veiligere werkomgeving
Op 27 maart 2024 heeft de NPO een plan gepresenteerd waarmee zij streeft naar een veiligere werkomgeving. Belangrijke punten zijn: kortere dienstverbanden voor omroepbazen en bestuurders, betere begeleiding voor televisiepresentatoren, afbouw van tijdelijke contracten, trainingen voor leidinggevenden en cursussen over grensoverschrijdend gedrag. Ook zal onderzoek worden gedaan naar beloningen van presentatoren en constructies om salarisplafonds te omzeilen. Er komt een Commissie Nazorg voor betrokkenen en veilige plekken bij individuele werkgevers. Het plan dient als basis voor een eigen aanpak door omroepen. Regeringscommissaris Mariëtte Hamer benadrukt dat naast dit overkoepelende plan, meer gespecificeerde plannen van de omroepen zelf nodig zijn. Ze vindt het plan te vrijblijvend en pleit voor duidelijke consequenties als omroepen de handschoen niet oppakken.

## Docuserie
BM Broadcast heeft een docuserie gemaakt onder de naam 'Het Nieuwe Normaal, In de Media' waarin ze dieper ingaan op grensoverschrijdend gedrag bij de NPO.